# 毛國珍
毛國珍（1635年10月29日—1695年4月30日），和名池城親方安憲，琉球國第二尚氏王朝政治家、三司官。毛氏池城殿內第六世。
康熙元年（1662年），為進香琴月公二十五年回忌事，毛國珍奉命出使薩摩藩。康熙六年（1667年），他以年頭使的身份出使薩摩藩，翌年回國。康熙九年十月二十五日（1670年12月7日）就任三司官。康熙二十二年十月十八日（1683年12月5日），獲賜紫地浮織冠。同年冬，剛剛接受冊封的尚貞王任命毛國珍為王舅，與紫金大夫王明佐（國場親雲上）一起前往清朝進貢、謝襲封恩。
康熙二十五年十月二十六日（1686年12月11日），獲賜赤地金入五色浮織冠。康熙二十九年十一月四日（1690年11月4日）致仕。康熙三十四年三月十八日（1695年4月30日）卒，壽六十一。